# Gare de Myrdal
Pour les articles homonymes, voir Myrdal (homonymie).
La gare de Myrdal est une gare ferroviaire de montagne située  au lieu-dit Myrdal dans la municipalité d'Aurland, dans le comté de Vestland. 
La gare se situe à l'extrémité de la ligne de Flåm, une branche de la ligne de Bergen.
La majorité des voyageurs s'y arrêtant change de train entre les deux lignes.
Il n'y a aucune connexion routière jusqu'à Myrdal bien qu'il y ait toujours quelques fermes et hôtels à proximité. La gare se trouve sur l'itinéraire cycliste et pédestre Rallarvegen (en)

## Situation ferroviaire
La gare de Myrdal est située sur la ligne de Bergen reliant la ville d'Oslo à celle de Bergen. La gare est établie entre deux tunnels, le tunnel de Gravahals à l'ouest, et le tunnel de Vatnahals à l'est. La gare se trouve à 867 m d'altitude.
Elle est aussi gare d'embranchement avec la ligne de Flåm allant de Myrdal à Flåm.

## Histoire
L'achèvement des 5,3 km de long du tunnel de Gravahals a eu lieu en 1905.

## Services voyageurs
| Gare précédente |                        |                        |                        | Gare suivante |
| --------------- | ---------------------- | ---------------------- | ---------------------- | ------------- |
| Upsete          | Ligne de Bergen        | Ligne de Bergen        | Ligne de Bergen        | Hallingskeid  |
| Terminus        | Ligne de Flåm          | Ligne de Flåm          | Ligne de Flåm          | Vatnahalsen   |
| Gare précédente | Trains longue distance | Trains longue distance | Trains longue distance | Gare suivante |
| Mjølfjell       | 41                     | Bergen–Oslo S          |                        | Hallingskeid  |
| Gare précédente | Trains régionaux       | Trains régionaux       | Trains régionaux       | Gare suivante |
| Upsete          | 45                     | Bergen-Voss-Myrdal     |                        | Terminus      |
| Gare précédente | Train omnibus          | Train omnibus          | Train omnibus          | Gare suivante |
| Terminus        | 42                     | Myrdal–Flåm            |                        | Vatnahalsen   |